# Мулан (филм, 1998)
Вижте пояснителната страница за други значения на Мулан.
Мулан (на английски: Mulan) е американски анимационен екшън приключенски филм, продуциран от Уолт Дисни Анимейшън Студиос, който е базиран на китайската легенда за Фа Мулан. Това е 36-ият филм на Дисни и деветият, който е продуциран и пуснат по време на епохата на Дисни през 90-те години, известна като Дисни Ренесанс. Филмът е режисиран от Бари Кук и Тони Банкрофт, с историята от Робърт Сан Суци и сценарий от Рита Хсиао, Филип ЛаЗебник, Крис Сандърс, Юджиния Бостуик-Сингър и Реймънд Сингър. Главните роли се озвучават от Минг-На Уен, Еди Мърфи, Мигел Ферер и Би Ди Уонг в английската версия, докато Джеки Чан озвучава капитан Ли Шанг в китайската версия на филма.
Създаден по време на Дисни Ренесанс, Мулан е първият филм, произведен предимно в Disney-MGM Studios, Орландо, Флорида. Развитието на филма започва през 1994 г., когато редица артистични ръководители са изпратени в Китай, за да получат художествено и културно вдъхновение.

## Сюжет
Хунну, водени от безмилостния Шан-Ю, нахлуват в Китай, като разрушават Великата китайска стена. Китайският император нарежда обща мобилизация, с повиквателни за призоваване, които изискват по един мъж от всяко семейство да се присъедини към китайската армия. Когато Фа Мулан чува, че нейният възрастен баща Фа Зу, единственият мъж в семейството и ветеран от армията, отново отива на война, тя става тревожна и обезпокоена поради отслабващото му здраве. Тя отива да я изкъпят за сватбата и после избърсва грима от лицето си и после взима старата броня на баща си, тя се превръща в мъж, за да може да се запише в армията вместо него. Семейството бързо научава за нейното заминаване с коня Кан, а бабата на Мулан се моли на семейните предци за безопасността ѝ. Предците заповядват на своя „велик каменен дракон“ да защитава Мулан; малък дракон на име Мушу, бивш пазител, е изпратен да събуди каменния дракон, но случайно го унищожава. Тогава Мушу скрива от предците и решава той самият да защитава Мулан, заедно с щурчето Кри-Ки.
На тренировъчния лагер Мулан може да бъде възприета като мъж, но ѝ липсват не просто военни, но и момчешки умения. Мушу дава насоки на Мулан как да се държи като мъж. Под командването на капитан Ли Шанг, тя и нейните другари Яо, Линг и Чиен-По постепенно стават обучени воини. В желанието си да види Мулан успяла, Мушу дава фалшива заповед от бащата на Шанг, генерал Ли, нареждайки на Шанг да последва главната имперска армия в планините. Подкреплението тръгва веднага, но стига до изгорял лагер и открива, че генерал Ли и неговите войски са били избити от хунну.
Докато напускат планините, воините са засадени от хуните, но Мулан умело използва оръдието, за да предизвика лавина, която погребва повечето от нашествениците. Разгневен Шан-Ю я посича в гърдите и измамата ѝ се разкрива, когато раната е превързана. Вместо да екзекутира Мулан, както изисква законът, Шанг помилва живота ѝ, но въпреки това я изгонва от армията. Мулан е изоставена, когато другарите ѝ заминават за имперския град, за да съобщят новината за унищожението на хуните. Тя обаче открива, че няколко хунну воините, включително Шан-Ю, са оцелели от лавината, а Мулан ги вижда, докато се отправят към града, за да заловят императора.
В императорския град Мулан не може да убеди Шанг за оцеляването на Шан-Ю. Хунну превземат двореца. С помощта на Мулан, Яо, Линг и Чиен-По се представят като наложници и успяват да влязат в двореца. С помощта на Шанг те побеждават хората на Шан-Ю; тъй като Шанг не позволява на Шан-Ю да убие императора, Мулан примамва водача на хунну на покрива. Междувременно, действайки според указанията и сигнала на Мулан, Мушу се прицелва с ракета в Шан Ю. Ракетата го ударя и го тласка в кула за стартиране на фойерверки, където той умира в резултат от експлозията.
Мулан е похвалена от императора и събраните жители на града, които ѝ се покланят, отдавайки ѝ чест. Докато приема гребена на императора и меча на Шан-Ю като подаръци, тя учтиво отхвърля предложението на императора да бъде негов съветник и го моли да се върне при семейството си. Мулан се завръща у дома и представя тези подаръци на баща си, който се радва, че дъщеря му се е завърнала у дома невредима. След като се влюбва в Мулан, Шанг скоро пристига с претекста да върне шлема ѝ, но приема поканата на семейството да остане за вечеря. А Мушу се връща като пазител на фамилията.

## Актьори
- Минг-На Уен – Мулан
  - Леа Салонга – Мулан (вокал)
- Еди Мърфи – Мушу
- Би Ди Уонг – Капитан Шанг
  - Дони Осмънд – Капитан Шанг (вокал)
- Мигел Ферер – Шан-Ю
- Джун Форей – Баба Фа
  - Марни Никсън – Баба Фа (вокал)
- Харви Файърстийн – Яо
- Джед Уатанабе – Линг
- Джери Тондо – Чиен-По
- Джеймс Хонг – Чи-Фу
- Сун-Тек О – Фа Зу
- Пет Морита – Императорът
- Джордж Такеи – Прадядото
- Мириам Марголис – Сватовницата
- Фрида Фо Шен – Фа Ли
- Джеймс Шигета – Генерал Ли
- Франк Уелкър – Кри-Ки и Кан (коня и щурчето за късмет на Мулан)
- Крис Сандърс – Малкият брат (кученцето на Мулан)
- Мери Кей Бергман – Различни предци

Кели Чен, Коко Ли и Ху Кинг озвучават Мулан съответно във версиите на кантонски, тайвански мандарин и стандартен мандарин, докато Джеки Чан озвучава Шанг и в трите китайски версии.

## Продукция

### Написване
В най-ранните си етапи, историята първоначално е била замислена като романтична комедия, в която Мулан, която обича баща си, е сгодена за Шан, когото тя никога не е виждала. В деня на годежа, баща ѝ Фа Зу издълбава съдбата ѝ на каменна плоча в семейния храм, която тя разбива в пристъп на гняв и бяга, за да начертае собствената си съдба. През ноември 1993 г. Крис Сандърс, който току-що е завършил работата си по сценария на Цар лъв, се надява да работи върху Парижката Света Богородица, но е назначен да работи върху Мулан. Работейки като ръководител на историята, Сандърс се разочарова от романтичната комедия в историята и призова продуцента Пам Коутс да се придържа към оригиналната легенда, а именно Мулан да напусне дома си заради любовта към баща си. Това убеждава режисьорите да променят образа на Мулан, за да я направят по-привлекателна и самоотвержена.

## Синхронен дублаж
| Роля       | Изпълнител                                        |
| ---------- | ------------------------------------------------- |
| Мулан      | Елена Саръиванова (диалог) Йорданка Илова (вокал) |
| Ли Шанг    | Атанас Сребрев (диалог) Орлин Павлов (вокал)      |
| Мушу       | Теодор Елмазов                                    |
| Яо         | Георги Георгиев                                   |
| Линг       | Ненчо Балабанов                                   |
| Чиен-По    | Румен Гаванозов                                   |
| Шан-Ю      | Георги Тодоров                                    |
| Фа Зу      | Марин Янев                                        |
| Баба Фа    | Жени Пашова                                       |
| Фа Ли      | Симона Нанова                                     |
| Сватовница | Ива Апостолова                                    |
| Пратоец    | Димитър Герасимов                                 |
| Чи Фу      | Анатолий Божинов                                  |
| Император  | Петър Петров                                      |
| Генерал Ли | Рубен Гарабедиан                                  |

### Други гласове
| Антония Раднева       |
| Десислава Софранова   |
| Евгения Брайнова      |
| Жанина Веселинова     |
| Ирина Райчева         |
| Катерина Николова     |
| Людмила Козарева      |
| Нели Бойкова          |
| Стефка Моллова        |
| Богомил Спиров        |
| Георги Трайков Спасов |
| Димитър Дарлев        |
| Николай Карнолски     |
| Рубен Гарабедиан      |
| Галена Курдова        |
| Добрина Икономова     |
| Еделина Кънева        |
| Живка Донева          |
| Йоланта Георгиева     |
| Катерина Тупарова     |
| Мария Стамболова      |
| Станимира Грозева     |
| Цветомира Михайлова   |
| Боян Василев          |
| Димитър Бонев         |
| Кирил Чобанов         |
| Орлин Чолаков         |
| Цветан Ватев          |

### Песни
| Песен                          | Изпълнява                                                           |
| ------------------------------ | ------------------------------------------------------------------- |
| Чест и слава ни дари           | Хорова формация и Солисти                                           |
| Различна                       | Йорданка Илова                                                      |
| Мъже с боен дух                | Орлин Павлов и Хорова формация                                      |
| За любовта на всичко съм готов | Георги Георгиев, Ненчо Балабанов, Румен Гаванозов и Хорова формация |

### Българска версия
| Обработка                       | Александра Аудио (2000)                               |
| ------------------------------- | ----------------------------------------------------- |
| Режисьор на дублажа             | Симона Нанова                                         |
| Превод                          | Надя Баева                                            |
| Адаптация                       | Наталия Пенева                                        |
| Музикален режисьор              | Десислава Софранова                                   |
| Български текст на песните      | Десислава Софранова                                   |
| Тонрежисьори на записа          | Виктор Стоянов Николай Вътов Петър Костов Стамен Янев |
| Творчески консултант            | Венета Янкова                                         |
| Продуцент на българската версия | Disney Character Voices International                 |